# Норт-Бервік (Мен)
Норт-Бервік (англ. North Berwick) — місто (англ. town) в США, в окрузі Йорк штату Мен. Населення — 4978 осіб (2020).

## Демографія
Згідно з переписом 2010 року, у місті мешкало 4576 осіб у 1773 домогосподарствах у складі 1269 родин. Було 1930 помешкань
Расовий склад населення:
| - 97,1 % — білих - 0,7 % — азіатів - 0,5 % — чорних або афроамериканців - 0,3 % — корінних американців |

До двох чи більше рас належало 1,0 %. Частка іспаномовних становила 1,4 % від усіх жителів.
За віковим діапазоном населення розподілялося таким чином: 22,7 % — особи молодші 18 років, 63,0 % — особи у віці 18—64 років, 14,3 % — особи у віці 65 років та старші. Медіана віку мешканця становила 42,3 року. На 100 осіб жіночої статі у місті припадало 96,1 чоловіків;  на 100 жінок у віці від 18 років та старших — 93,6 чоловіків також старших 18 років.
Середній дохід на одне домашнє господарство  становив 80 276 доларів США (медіана — 75 669), а середній дохід на одну сім'ю — 91 085 доларів (медіана — 84 472). Медіана доходів становила 58 917 доларів для чоловіків та 42 188 доларів для жінок. За межею бідності перебувало 3,8 % осіб, у тому числі 0,0 % дітей у віці до 18 років та 5,0 % осіб у віці 65 років та старших.
Цивільне працевлаштоване населення становило 2392 особи. Основні галузі зайнятості: освіта, охорона здоров'я та соціальна допомога — 23,1 %, виробництво — 21,4 %, роздрібна торгівля — 12,2 %, науковці, спеціалісти, менеджери — 9,0 %.